# Китайцы в Зимбабве
Китайцы в Зимбабве — этническая группа лиц китайского происхождения, проживающая на территории Зимбабве.

## История
Китай и Зимбабве установили дипломатические отношения уже в апреле 1980 года, вскоре после получения независимости последней.
Китайцы начали появляться в Зимбабве в конце XX века, но массовый характер иммиграция приобрела в первом десятилетии XXI века. Связано это было с тем, что до 2000-х годов двусторонний товарооборот был невелик. Но Зимбабве оказалась в 2000-е годы из-за конфискации земель белого меньшинства в международной изоляции и в связи с санкциями лишилась значительной части помощи от Евросоюза и МВФ (в случае с МВФ сыграли свою роль также просрочки по платежам со стороны Хараре). Китай воспользовался этим, чтобы усилить своё присутствие в экономике Зимбабве. С 2003 по 2013 годы товарооборот между КНР и Зимбабве вырос со 197 млн долларов до 1102 млн долларов. Из-за этого число китайцев в стране значительно возросло. Если в 2005 году в Зимбабве проживало около 1000 человек, то в 2016 году на территории страны проживало около 10000 китайцев. Помимо увеличения массы рабочих неквалифицированных специальностей увеличилось количество служащих представительств крупных компаний. В соответствии с официальными соглашениями о культурном и образовательном сотрудничестве по состоянию на 2009 год в стране работают три учителя и девять медицинских работников из Китая.
Первоначально прибытие владельцев магазинов из Китая вызвало враждебное отношение местных жителей к продуктам, продаваемых китайскими торговцами, которых насмешливо называли чжинг-чжун.
Увеличивающаяся иммиграция китайцев в Зимбабве вызывает вспышки ксенофобии среди местного населения. Часто это происходит из-за конкуренции в мелкорозничной торговле. Особые тревоги вызывала дешевизна китайских товаров, разоряющая местный бизнес, а также загрязнение китайскими предприятиями окружающей среды. Однако во время самого тяжёлого экономического кризиса в Зимбабве китайские владельцы магазинов смогли импортировать товары первой необходимости, несмотря на разрушительный эффект гиперинфляции, что принесло некоторое облегчение зимбабвийским потребителям. Способность китайских магазинов продолжать бизнес принесла им признание местных потребителей.